# الفرنك الملغاشي
الفرنك (رمزه ISO 4217 MGF) عملة مدغشقر حتى 1 يناير 2005. يُقسم إلى 100 سنتيم. في اللغة الملغاشية، يُقابل الفرنك اسم إيرايمبيلانيا، وتُسمى كل خمسة فرنكات ملغاشية أرياري.

## تاريخ
تداولت الفرنكات الفرنسية أول فرنكات في مدغشقر. استُكملت هذه الفرنكات خلال الحرب العالمية الأولى بإصدارات طارئة، بما في ذلك طوابع بريدية مُثبتة على قطع من الورق المقوى بفئات تتراوح بين 0.05 و2 فرنك.
أُنشأ بنك مدغشقر في 1 يوليو 1925 من قِبل الحكومة الفرنسية. أُصدرت العملة من قِِبل بنك مدغشقر المملوك للحكومة مُرتبطة بالفرنك الفرنسي. أُصدرت الأوراق النقدية فقط مع استمرار تداول العملات المعدنية الفرنسية. عندما أصبحت جزر القمر إقليمًا فرنسيًا منفصلاً، غُير اسم البنك المصدر إلى بنك مدغشقر وجزر القمر. حل فرنك مدغشقر-جزر القمر CFA (XMCF) محل فرنك مدغشقر في 26 ديسمبر 1945، مع إنشاء فرنكات CFA الأخرى. كان فرنك CFA يساوي 1.7 فرنك فرنسي حتى عام 1948 أدى انخفاض قيمة العملة الفرنسية إلى زيادة السعر إلى 1 فرنك CFA = 2 فرنك فرنسي. عندما قُدِم الفرنك الفرنسي الجديد في عام 1960، أصبح السعر 1 فرنك غرب أفريقي = 0.02 فرنك فرنسي.
بعد الاستقلال عن فرنسا، نُقل امتياز إصدار الأوراق النقدية إلى معهد الإصدار المالاجاشي في 31 ديسمبر 1961. استُبدل الفرنك الأفريقي بالفرنك الملغاشي في 1 يوليو 1963. مرتبطًا بالفرنك الفرنسي بنفس قيمة الفرنك الأفريقي (1 فرنك فرنسي = 50 فرنكًا مليجيًا)، بضمان الخزانة الفرنسية. أُعطيت الفئات بالفرنك والأرياري، حيث 5 فرنكات = 1 أرياري. غادرت مدغشقر منطقة الفرنك الأفريقي في عام 1972، وأُعلن الفرنك الملغاشي غير قابل للتحويل. أصدر معهد الإصدار المالاغاشي الأوراق النقدية حتى عام 1974 عندما تولى البنك المركزي لمدغشقر (البنك المركزي لمدغشقر) هذه الوظيفة.
استمر ربط الفرنك الفرنسي بالفرنك حتى عام 1982، بدأت سلسلة من تخفيضات القيمة. وأخيرًا، عوم الفرنك بحرية في مايو 1994. وفي 1 يونيو 1995. انخفض سعر الصرف إلى 777 فرنكًا مغربيًا للفرنك الفرنسي. وفي 1 يناير 2005، استُبدل بالأرياري بمعدل 5 فرنكات للأرياري. بحلول ذلك الوقت، كان سعر الصرف هو 11,531 فرنكًا مغربيًا للفرنك الفرنسي (أي أن اليورو الواحد يساوي 6.55957 فرنكًا فرنسيًا).

## عملات معدنية

1 فرنك 1948

صدرت أولى العملات المعدنية الملغاشية عام 1943 من قِبل فرنسا الحرة. تحمل هذه العملات البرونزية من فئة 50 سنتيمًا و1 فرنك رمز صليب لورين. في عام 1948، طُرحت عملات ألمنيوم من فئة 1 فرنك و2 فرنك، تلتها عملات ألمنيوم من فئة 5 فرنكات، ألمنيوم من فئة 10 فرنكات، و20 فرنكًا برونزيًا عام 1953.
صدرت منذ عام 1965، عملات معدنية المقومة بالفرنك والأرياري.

## الأوراق النقدية

5 فرنكات حوالي عام 1937

في أعقاب الأزمات الطارئة التي شهدتها البلاد بين عامي 1941 و1917، التي تعلقت بتوافر أوراق نقدية من فئات 5، 10، و20 فرنكًا، طُرحت أوراق نقدية ملغاشية مميزة عام 1925 بفئات 5، 10، 20، 50، 100، و1000فرنك. استُبدلت الفئات الثلاث الأدنى بعملات معدنية في 1940 و1950، طُرحت أوراق نقدية من فئة 5000فرنك عام 1950.
منذ عام 1961، صدرت أوراق نقدية مقوّمة بالفرنك والأرياري. بعد تحول فرنسا إلى اليورو، قررت مدغشقر التخلص تدريجيًا من الفرنك. رغم استمرارها في العمل بالأرياري والفرنك، إلا أن الأوراق النقدية الصادرة منذ 31 يوليو 2003 تُبرز الفرنك بخطوط أكبر ومكانة بارزة. وبدءًا من عام 2007، لم تعد الأوراق النقدية الجديدة تحتوي على إشارات إلى الفرنك كعملة، بل أصبحت مقوّمة فقط بالأرياري، الذي حل محل الفرنك كعملة رسمية لمدغشقر في 1 يناير 2005، بسعر 5 فرنكات للأرياري.

## روابط خارجية
- Central Bank of Madagascar web site

[usurped]
- History of Malagasy currencies
- (بالفرنسية) Les Monnaies à Madagascar (PDF)
- (بالإنجليزية والألمانية) Historical banknotes of Madagascar